# Вория-Кинурия
Во́рия-Кинури́я (греч. Δήμος Βόρειας Κυνουρίας) — община (дим) в Греции, в восточной части полуострова Пелопоннеса на побережье залива Арголикоса Эгейского моря. Входит в периферийную единицу Аркадию в периферии Пелопоннес. Население 10 341 житель по переписи 2011 года. Площадь 576,981 квадратного километра. Плотность 17,92 человека на квадратный километр. Административный центр — Астрос. Димархом на местных выборах 2014 года избран Панайотис Мандас (Παναγιώτης Μαντάς).
Создана в 1998 году по программе «Каподистрия». Название получила от епархии Кинурии.

## Население
| Год  | Население, человек |
| ---- | ------------------ |
| 1991 | 13 182             |
| 2001 | 11 589             |
| 2011 | ↘ 10 341           |